# Červenohorské sedlo

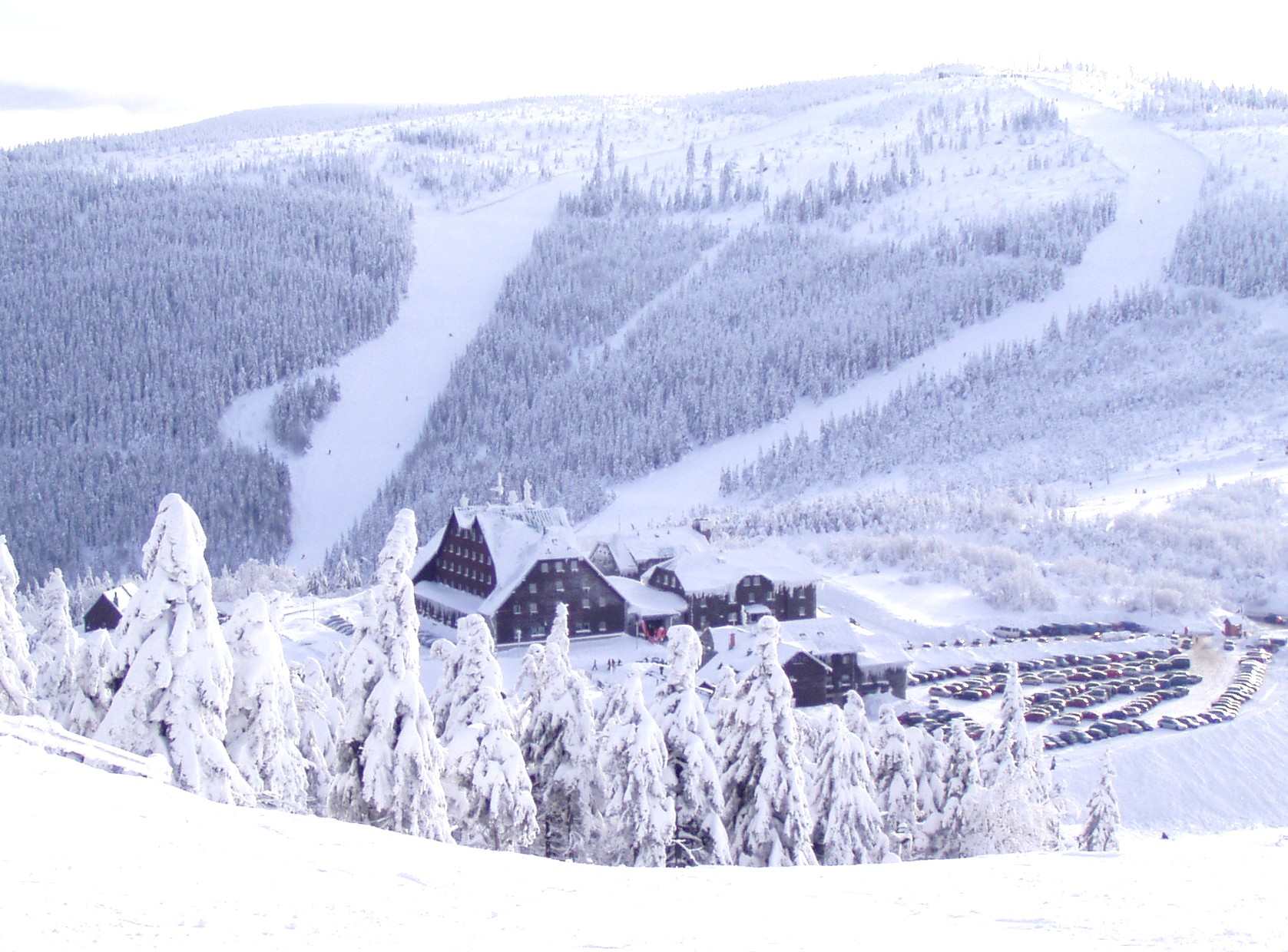
Červenohorské sedlo z vrcholu sjezdovky na severozápadním svahu, v pozadí Velký Klínovec

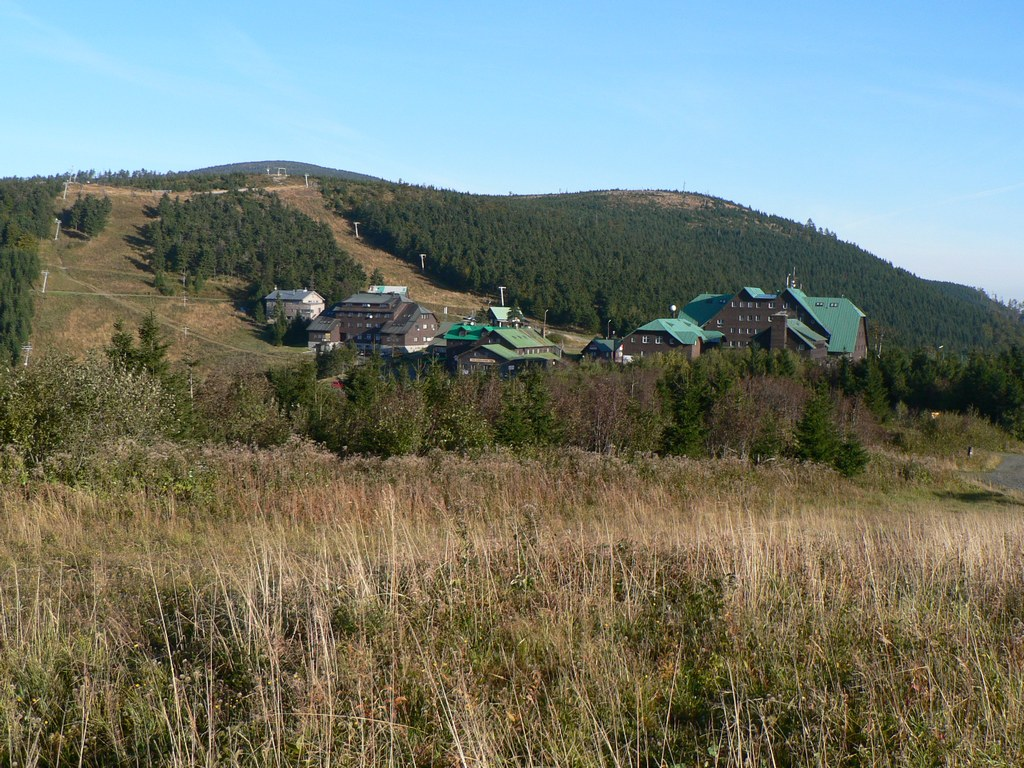
Červenohorské sedlo na sklonku léta – pohled na severozápad ze sjezdovky na svahu Velkého Klínovce. Úplně v pozadí vrchol Červené hory

Červenohorské sedlo je sedlo v pohoří Hrubý Jeseník, které se nachází na historické moravsko-slezské hranici. Leží v nadmořské výšce 1013 m na trase významného silničního přechodu silnice I/44, v sedle se nachází lyžařské středisko.
Leží asi osm kilometrů severně od obce Kouty nad Desnou, konečné železniční tratě 293, odkud je zřízena kyvadlová doprava na sedlo.
Areál Červenohorské sedlo je významným střediskem sjezdového lyžování na hranici Moravy a Slezska. Je zde celkem sedm vleků a čtyři sjezdovky, které mají nadmořskou výšku od 862 do 1164 m. Jsou zde výborné sněhové podmínky, zimní sezóna trvá od poloviny prosince až do konce března za příznivých podmínek i déle. Areál se sjezdovkami je rozdělen na severní (prudší) a jižní (mírnější) svahy.
Z Červenohorského sedla vede upravovaná běžecká trasa na Praděd – přes Petrovku a chatu Švýcárnu. Druhá běžecká trasa vede k bývalé chatě Vřesová studánka, odkud lze již bez upravené stopy pokračovat přes Červenou horu na Keprník a Šerák. Tato trasa je značena v bezlesých úsecích tyčovým značením, které ovšem není příliš kvalitní.
Již v polovině 19. století stál v sedle zájezdní hostinec, dnes je zde hotel (přímo jím prochází zemská hranice Moravy a Slezska), restaurace a několik chat poskytujících ubytování v apartmánech.
Protože silnice I/44 překonává od Domašova i od Koutů nad Desnou nahoru na sedlo značné převýšení, je v zimních měsících často nesjízdná, či sjízdná jen se sněhovými řetězy. V letech 2006–2008 (na jesenické straně) a 2014–2017 (na šumperské straně) došlo k rekonstrukci silnice.

## Migrace a kroužkování ptáků
Červenohorské sedlo je důležitým místem pro migraci ptáků; tvoří totiž jediné snížené místo na 30 kilometrech hřebene Hrubého Jeseníku mezi sedly Skřítek a Ramzová, ptáci jej proto používají k přeletu hřebene. Od roku 2010 probíhá na lokalitě pravidelné kroužkování během podzimního tahu, jehož účelem je zaznamenat druhové složení a načasování tahu jednotlivých druhů ptáků. V letech 2010-2013 zde bylo okroužkováno celkem 39 632 ptáků 113 druhů. Obzvláště významné je toto místo pro tah sluky lesní.